# Semiothisa finaria
Semiothisa finaria là một loài bướm đêm trong họ Geometridae.